# Sara Hestrin-Lerner
Sara Hestrin-Lerner (hebreo: שרה הסטרין-לרנר) (1918-2017) fue una fisióloga israelí nacida en Canadá.

## Biografía
Hestrin-Lerner nació en Winnipeg, Manitoba, Canadá en 1918. A los 14 años emigró con sus padres al entonces Mandato británico de Palestina (ahora Israel) en 1932. Estudió zoología y recibió su doctorado en fisiología patológica en la Universidad Hebrea de Jerusalén.

## Premios
En 1955, Hestrin-Lerner fue galardonada con el Premio Israel, para la ciencia médica.
El hermano de Hestrin-Lerner, Shlomo Hestrin, también recibió el Premio Israel en ciencias exactas en 1957.